# Eggerding
Eggerding är en ort och kommun i Österrike. Den ligger i distriktet Schärding i förbundslandet Oberösterreich, 210 kilometer väster om huvudstaden Wien.
Kommunen består av tolv orter (Ortschaften) (inom parentes invånarantal 1 januari 2024):

- Edenaichet (152)
- Edenrad (78)
- Eggerding (474)
- Hackledt (135)
- Hof (148)
- Hundshagen (37)
- Höribach (20)
- Maasbach (156)
- Maihof (16)
- Ranseredt (135)
- Wernhartsgrub (32)
- Würm (18)